# Kim Keun-bae
Đây là một tên người Triều Tiên, họ là Kim.
Kim Keun-Bae (tiếng Hàn: 김근배, sinh ngày 7 tháng 8 năm 1986) là một thủ môn bóng đá Hàn Quốc thi đấu cho Seongnam FC.
Vào 18 tháng 11 năm 2008, Kim là một trong 16 cầu thủ đầu tiên gia nhập Gangwon FC. Anh có màn ra mắt cho Gangwon trước Daegu FC ngày 8 tháng 4 năm 2009 trong trận đấu tại cúp liên đoàn. Trận đấu đầu tiên của anh tại giải vô địch cho Gangwon là với Suwon Bluewings ngày 6 tháng 9 năm 2009.

## Thống kê sự nghiệp câu lạc bộ
Tính đến 31 tháng 10 năm 2011
| Thành tích câu lạc bộ | Thành tích câu lạc bộ | Thành tích câu lạc bộ | Giải vô địch | Giải vô địch | Cúp     | Cúp       | Cúp Liên đoàn                  | Cúp Liên đoàn                  | Tổng cộng | Tổng cộng |
| Mùa giải              | Câu lạc bộ            | Giải vô địch          | Số trận      | Bàn thắng    | Số trận | Bàn thắng | Số trận                        | Bàn thắng                      | Số trận   | Bàn thắng |
| Hàn Quốc              | Hàn Quốc              | Hàn Quốc              | Giải vô địch | Giải vô địch | Cúp FA  | Cúp FA    | Cúp Liên đoàn bóng đá Hàn Quốc | Cúp Liên đoàn bóng đá Hàn Quốc | Tổng cộng | Tổng cộng |
| --------------------- | --------------------- | --------------------- | ------------ | ------------ | ------- | --------- | ------------------------------ | ------------------------------ | --------- | --------- |
| 2009                  | Gangwon FC            | K League 1            | 1            | 0            | 0       | 0         | 3                              | 0                              | 4         | 0         |
| 2010                  | Gangwon FC            | K League 1            | 6            | 0            | 0       | 0         | 0                              | 0                              | 6         | 0         |
| 2011                  | Gangwon FC            | K League 1            | 8            | 0            | 0       | 0         | 4                              | 0                              | 12        | 0         |
| 2012                  | Gangwon FC            | K League 1            | 0            | 0            | 0       | 0         | -                              | -                              | 0         | 0         |
| Tổng                  | Tổng                  | Tổng                  | 15           | 0            | 0       | 0         | 7                              | 0                              | 22        | 0         |